# Starship Troopers - Attacco su Marte
Starship Troopers: Attacco su Marte (Starship Troopers: Traitor of Mars) è un film d'animazione del 2017, diretto da Shinji Aramaki e Masaru Matsumoto.
Il film, coproduzione giapponese-statunitense, è un sequel di Starship Troopers - L'invasione e il quinto dei film ispirati a Fanteria dello spazio.
Questa pellicola segna anche il ritorno di due attori originali del primo film Starship Troopers - Fanteria dello spazio: Casper Van Dien torna nel ruolo di Johnny Rico dal primo e terzo film e Dina Meyer riprende il ruolo di Dizzy Flores dallo stesso, mentre nella versione italiana Francesco Pezzulli doppia nuovamente Carl Jenkins dal primo film.

## Trama
Dopo gli eventi di Invasion, Johnny Rico è stato di nuovo utilizzato come capro espiatorio e quindi degradato a colonnello e trasferito in un satellite marziano per addestrare un nuovo gruppo di soldati. Tuttavia, questi trooper sono i peggiori che Rico abbia mai addestrato, non mostrando alcuno spirito bellico dato che Marte non è ancora stato coinvolto nella guerra contro gli insetti e anzi, spinge per la pacificazione. A causa del loro atteggiamento rilassato, gli abitanti di Marte vengono quindi colti di sorpresa dall'attacco degli insetti. Intanto, in gran segreto, la Maresciallo dell'Aria Amy Snapp manda avanti i suoi piani per prendere il potere. Dizzy Flores si rivelerà miracolosamente ancora viva e guiderà il suo amato Rico per il pianeta, per salvarlo.